# Бета-клітина
Бета-клітина (β-клітина) — один з різновидів клітин підшлункової залози, що розташовуються в острівцях Лангерганса. Бета-клітини продукують гормон інсулін, який знижує рівень глюкози крові. Пошкодження і порушення функції бета-клітин (у поєднанні з іншими факторами) призводять до розвитку цукрового діабету.

## Загальна характеристика
Бета-клітини підшлункової залози підтримують базальний рівень інсуліну в крові, а також забезпечують його синтез та екскрецію при різкому підвищенні рівня глюкози в крові впродовж декількох хвилин.
Крім інсуліну бета-клітини виділяють у кров в еквімолярній кількості С-пептид, поліпептид відщеплюється від молекули проінсуліну з утворенням інсуліну. Визначення рівня C-пептиду дозволяє опосередковано оцінити інсулінвидільну здатність бета-клітин (його концентрація не залежить від інсуліну, що вводиться ззовні).
Також бета-клітини синтезують так званий острівцевий амілоїдний поліпептид, амілін, функції якого до кінця не з'ясовані.

## Нервова регуляція
Бета-клітини також знаходяться під впливом автономної нервової системи.
- Парасимпатична частина (холінергічні закінчення блукаючого нерва) стимулює виділення інсуліну.
- Симпатична частина (активація α2-адренорецепторів) пригнічує виділення інсуліну.

## Патологічні стани
- Інсулінома — доброякісна пухлина, що розвивається з бета-клітин та проявляється у вигляді множинних і тривалих нападів гіпоглікемії.
- Цукровий діабет 1-го типу — виникає внаслідок зменшення понад 80% кількості бета-клітин внаслідок автоімунної реакції.
- Цукровий діабет 2-го типу, також відомий як інсулінонезалежний діабет, пов’язаний з несприятливою дією різних факторів зокрема ожирінням. При цьому бета-клітини все ще продукують інсулін, проте внаслідок зменшення кількості інсулінових рецепторів виникає резистентність до інсуліну.[1][2]